# Manuel Grandjean
 (septembre 2009).
Si vous disposez d'ouvrages ou d'articles de référence ou si vous connaissez des sites web de qualité traitant du thème abordé ici, merci de compléter l'article en donnant les références utiles à sa vérifiabilité et en les liant à la section « Notes et références ».
Pour les articles homonymes, voir Grandjean.
Manuel Grandjean (né en 1963) est un journaliste suisse. Il est nommé rédacteur en chef du quotidien Le Courrier en 1999, succédant à Patrice Mugny. Il développe le journal dans le sens d'un journalisme de qualité, engagé mais non partisan. Il quitte le journal en 2004 alors que le nombre d'abonné vient de passer pour la première fois de son histoire le cap des 10 000 abonnés. Il est nommé directeur du Service Écoles-Médias du Département genevois de l'instruction publique depuis janvier 2005. Sous sa direction, l'informatique scolaire se développe en privilégiant les logiciels libre dans le soucis de maintenir une indépendance numérique.
Manuel Grandjean a créé en 2021 l'association culturelle sans but lucratif Nunc est bibendum consacrée aux arts de la table durant l'Antiquité gréco-romaine.